# 日本とスリランカの関係

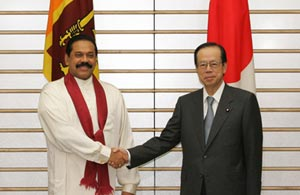
スリランカ民主社会主義共和国の大統領であるマヒンダ・ラージャパクサ（左）と日本国の内閣総理大臣である福田康夫（右）（2007年12月10日、総理大臣官邸にて）

日本とスリランカの関係（にほんとスリランカのかんけい、シンハラ語: ජපාන-ශ්‍රී ලංකා සබඳතා、英語: Japan–Sri Lanka relations）は、日本とスリランカの二国間関係を指す。1972年にセイロンが国号をスリランカに改称するまでは、日本とセイロンの関係（にほんとセイロンのかんけい、英語: Ceylon–Japan relations）として言及されていた。
日本はコロンボに在スリランカ日本国大使館を置いている。また、スリランカは東京都港区に駐日スリランカ大使館を置いている。

## 歴史

### 太平洋戦争勃発前（～1941年）
1921年、昭和天皇（当時は皇太子迪宮裕仁親王）がイギリス領セイロン（現・スリランカ）を訪問した。

### 太平洋戦争中（1941～1945年）
太平洋戦争開戦初期の1942年4月上旬、当時イギリス海軍東洋艦隊の拠点であったイギリス領セイロン（現・スリランカ）に対して日本軍の南雲機動部隊がコロンボとトリンコマリーを空襲。東洋艦隊は空母と重巡洋艦2隻を失う大損害を受けた。攻撃目標は軍事拠点であったが、近隣の民間人にも被害が発生した。

### 太平洋戦争終結後（1945年～）
セイロン（現・スリランカ）がイギリスから正式に独立した1948年から4年後、かつ日本が連合軍の占領下から独立した1952年に、日本とセイロンは正式な国交を樹立させた。また、国交樹立前の1951年に行われたサンフランシスコ講和会議には、セイロン代表としてジュニウス・リチャード・ジャヤワルダナ大統領が出席、「憎悪は憎悪によって止むことなく、愛によって止む（Hatred ceases not by hatred, But by love.）」という仏陀の言葉を引用、対日賠償請求権の放棄を明らかにすると共に、日本の国際社会復帰を求め、日本の国際社会復帰の道筋を作った。
1957年: 岸信介が日本の首相として初めてスリランカを訪問。
1981年: 明仁上皇（当時は皇太子継宮明仁親王。平成時代の天皇）がスリランカを訪問。
1990年: 海部俊樹がスリランカを独立後初の訪問。
1993年: LTTEによって暗殺されたラナシンハ・プレマダーサ大統領の国葬に細川護煕首相の特使が参列。
2002年: 国交樹立50周年。
2012年: 国交樹立60周年を祝い記念硬貨が発行された。
2013年: 「スリランカ復興開発に関する東京会議」が6月9日、10日の2日間に渡り開催され、51カ国、22の国際機関が参加。
2014年: 3月、日本式のデジタル放送の採用が決定、9月には安倍晋三が日本の首相として24年ぶりにスリランカを訪問。首脳会談を行った。
2019年: 4月21日に発生したスリランカ連続爆破テロ事件では日本人1名が死亡、4名が怪我をし、翌日には安倍首相がシリセーナ大統領宛にお見舞いのメッセージを表明した。
2021年:3月6日に名古屋出入国在留管理局に収容されていたスリランカ人女性ウィシュマが死亡した。この事件は週刊新聞シルミナ等スリランカ国内でも報じられた。

## 援助

### 日本からスリランカへの援助
1954年10月6日、日本はコロンボ・プランに参加しアジア諸国への経済支援を開始した。これにちなんで、日本では10月6日が「国際協力の日」と定められている。戦後協力の中でスリランカ支援は大きな比重を占めており、人口当たりのODA供与額は最大規模であり、スリランカ側から見ても内戦期の支援額は日本が突出していた。支援は有償資金協力と無償資金協力、技術協力の3種類がある。2016年度までの実績は、有償資金協力が10,688.41億円、無償資金協力が2,139.61億円、技術協力が803.95億円である。
1980年には青年海外協力隊の派遣協定が交わされ、2009年までの30年間で828名のボランティアが活動を行ってきた。
また、日本はスリランカにとって中国、インドにつぐ3位の経済援助国であり、2004年12月のスマトラ島沖地震によるインド洋大津波では緊急支援として80億円の無償資金協力を供与した他、中長期的支援として約100億円の円借款を供与している。この他に無償資金協力によって1983年に完成したスリ・ジャヤワルダナプラ総合病院や1999年に完成したスリ・ジャヤワルダナプラ国立看護学校、1980年より開始されたコロンボ港再開発事業への支援などが日本の支援プロジェクトとして知られている。2019年には、コロンボ港東ターミナル（ECT）開発事業を日本、インド、スリランカ合同で行う覚書が締結された。

### スリランカから日本への援助
2011年に発生した東日本大震災の際には、スリランカ政府から8,000万円の義援金と300万個の紅茶のティーバッグが寄贈された。

## 経済・貿易
スリランカはBIMSTEC（多方面技術経済協力のためのベンガル湾イニシアティヴ）のメンバーである。BIMSTECには他にバングラデシュ、ブータン、インド、ネパール、タイ、ミャンマーが加盟している。BIMSTECは日本と経済連携やインフラプロジェクトにおける協力を図っていくことが唱えられている。
2016年時点において、日本とスリランカの貿易額は約1,022.3億円であり、日本はスリランカにとって第3位の輸入相手国、第10位の輸出相手国となっている。日本への主要輸出品目は紅茶、衣類、魚介類（まぐろ、えび等）、植物性原材料、貴石で輸出額は262.1億円、日本からの主要輸入品目は自動車、一般機械、電気機器、繊維製品、プラスチックで輸入額が760.2億円となっている。
亀の子束子に使われる繊維はスリランカ産の椰子の実の繊維である。原材料にスリランカ産のパームが選ばれた理由については、繁殖力が強く安定供給が見込める点が挙げられている。
2018年9月現在の日系進出企業は130社であり、製造業、商社・サービス業、建設業が進出している。

## 人的交流
2021年6月時点において、 29,353人の在日スリランカ人が居住している。
2021年10月時点において、在スリランカ日本人の数は723人となっている。

### 在日スリランカ人留学生
| 年度 | 1位       | 2位      | 3位      | 4位      | 5位      | 6位      | 7位      |
| ---- | --------- | -------- | -------- | -------- | -------- | -------- | -------- |
| 2016 | 098,483人 | 53,807人 | 19,471人 | 15,457人 | 08,330人 | 04,630人 | 03,976人 |
| 2017 | 107,260人 | 61,671人 | 21,500人 | 15,740人 | 08,947人 | 06,607人 | 05,495人 |
| 2018 | 114,950人 | 72,354人 | 24,331人 | 17,012人 | 09,524人 | 08,329人 | 06,277人 |
| 2019 | 124,436人 | 73,389人 | 26,308人 | 18,338人 | 09,584人 | 07,240人 | 06,756人 |
| 2020 | 121,845人 | 62,233人 | 24,002人 | 15,785人 | 07,088人 | 06,199人 | 05,238人 |
| 2021 | 114,255人 | 49,469人 | 18,825人 | 14,247人 | 05,792人 | 04,887人 | 03,762人 |
| 2022 | 103,882人 | 37,405人 | 24,257人 | 13,701人 | 05,763人 | 05,015人 | 03,857人 |

2018年5月時点での在日スリランカ人留学生は8,329人で、在日留学生総数の2.8％を占めており、留学生の国・地域別では第6位となっている。
2014年の在日スリランカ人留学生数は1,412人で、国・地域別で第12位の座を占めているに過ぎなかった。ところが、2015年には留学生数が前年比67.3%増の2,312人を数えて、この年からスリランカ人留学生が顕著な増加を見せるようになる。
2016年以降もスリランカ人留学生の増加は止まることを知らず、3,976人（2016年、国・地域別で第7位）、6,607人（2017年、第6位）、8,329人（2018年、第6位）と右肩上がりで伸び続けている。

## 文化交流
スリランカでは日本のテレビドラマ「おしん」が人気であり、日本といえば「おしん」という人も多い。
2016年から主要ケーブルテレビの１つとして「WAKUWAKU JAPAN」チャンネルが設置されており、2017年からは「男はつらいよ」のテレビ放送が開始された。

## 姉妹（友好）都市
一般財団法人自治体国際化協会によると、以下の通り。
- 京都府宇治市とヌワラ・エリヤ市
- 大阪府吹田市とモラトゥワ市
- 大分県臼杵市とキャンディ市

## 外交使節

### 駐日スリランカ（セイロン）大使

#### 駐日セイロン大使
- スサンタ・デ・フォンセカ（英語版）（1956[32]～1963年[33]）
- M・M・マハルーフ（1963年[33]～）
- ハーバート・アーネスト・テンナコーン（英語版）[34]

#### 駐日スリランカ大使
- バーナード・ティラカラトナ（英語版）（ペレラ・ティラカラトネ、1974～1980年、信任状捧呈は10月17日[35]）
- スサンター・デ・アルウィス（英語版）（1980～1983年）
- アーサー・バスナヤケ
- カルナセナ・コディトゥワック（英語版）（1988～1989年）
- C・マヘンドラン（1989～1992年[36]、信任状捧呈は7月27日[37]）[38]
- ？？？？（1993～1994年[36]、信任状捧呈は2月15日[39]）
- ？？？？（1995～1998年、信任状捧呈は3月30日[40]）
- ナッラタンビ・ナワラトナラージャ（1998～1999年[41]、信任状捧呈は7月15日[42]）
- ドン・ハーバート・ネヴィル・ピヤディガマ（2000～2001年、信任状捧呈は2月18日[43]）
- カルナーティラカ・アムヌガマ（2001～2005年、信任状捧呈は4月2日[44]）
- バレストゥ・グルゲ・ランジット・ウヤンゴダ（2005～2009年、信任状捧呈は9月13日[45]）
- マンジュスリ・ジャヤンタ・パリパーナ（2009～2011年、信任状捧呈は3月2日[46]）
- ワサンタ・クマール・ジャヤデーワ・カランナーゴダ（英語版）（2011～2015年、信任状捧呈は5月31日[47]）
- ダンミカ・ガンガーナート・ディサーナーヤカ（英語版）（2015～2019年、信任状捧呈は10月22日[48]）
- （臨時代理大使）チャンダナ・ウィーラセーナ（2019～2021年）
- ウィシュラマール・サンジーヴ・グナセーカラ（2021～2022年、信任状捧呈は3月12日[49]）
- （臨時代理大使）T・A・セサス・S・S・タンブガラ（2022年）
- エルッピティムディヤンセラーゲ・ロドニー・マノーランジャン・ペレーラ（2022～2024年、信任状捧呈は2023年1月19日[50]）
- （臨時代理大使）T・A・セサス・S・S・タンブガラ（2024年～）